# Pseudotherium argentinum
Pseudotherium argentinus è un terapside estinto, appartenente ai cinodonti. Visse nel Triassico superiore (Carnico, circa 231 milioni di anni fa) e i suoi resti fossili sono stati ritrovati in Sudamerica.

## Descrizione
Questo animale è noto per un cranio isolato e ben conservato, lungo circa 7 centimetri. Il cranio è di forma allungata; i canini superiori sono lunghi, compressi lateralmente e non dentellati, con una cresta sia sulla superficie labiale che linguale; ci sono nove denti postcanini superiori, di cui il primo è costituito da una sola cuspide, mentre gli altri hanno cuspidi smussate e indistinte.
Pseudotherium possedeva alcune caratteristiche che richiamano quelle di altri cinodonti non mammiferi, come i brasilodontidi. Vi erano alcune caratteristiche uniche (apomorfie) nell'orbita e nella scatola cranica. Le ossa prefrontali e postorbitali (queste ultime vestigiali) erano presenti, nonostante l'assenza di una barra postorbitale ossificata. Come in Brasilitherium, vi erano ossa sottili simili a turbinati nel passaggio nasofaringeo. Rispetto ai cinodonti più arcaici, come Thrinaxodon, la coclea era allungata ma non avvolta; in questa e in altre caratteristiche, Pseudotherium ricordava i mammaliaformi.

## Classificazione
Pseudotherium è un rappresentante dei cinodonti, il grande gruppo di terapsidi comprendenti anche i mammiferi. In particolare, Pseudotherium (il cui nome significa "falso mammifero") possiede una serie di caratteristiche che permettono di avvicinarlo ai Mammaliamorpha, il gruppo di cinodonti comprendenti i veri mammiferi e i loro più stretti parenti. Sembra che Pseudotherium fosse parte di un clade comprendente anche i tritilodontidi, i triteledontidi e i già citati brasilodontidi.
Pseudotherium argentinus venne descritto per la prima volta nel 2019, sulla base di un cranio fossile proveniente dalla formazione di Ischigualasto, nella provincia di San Juan (Argentina), in terreni ricchi di fossili risalenti alla base del Triassico superiore (Carnico). I fossili di Pseudotherium sono stati ritrovati insieme a quelli del dinosauro Panphagia e a quelli di un lagerpetide non ancora descritto ufficialmente.